# Ipas
Ipas est une organisation non gouvernementale internationale qui cherche à favoriser l’accès à l’avortement et à la contraception sans risque. À cette fin, l'organisation informe les femmes sur la manière d'obtenir des avortements sûrs et légaux. Elle forme les partenaires concernés en Afrique, en Asie et en Amérique latine sur les formes de promotion et de défense.

## Histoire
Ipas a été fondé en 1973 aux États-Unis sous le nom d'International Pregnancy Advisory Services. Son action a débuté en fournissant des technologies de santé reproductive vitales pour les systèmes de santé de plusieurs pays.
Aujourd’hui, Ipas travaille sur toute la planète avec une approche globale qui met l’accent sur les besoins de celles qui recherchent des solutions d'avortement. Ipas vise à créer des écosystèmes  durables qui prennent en compte tous les facteurs permettant à une femme d'accéder à l'avortement : des connaissances individuelles en matière de santé au soutien social et communautaire, en passant par un personnel de santé qualifié et des lois favorables.
À cette fin, Ipas forme des prestataires et travaille avec les systèmes de santé pour garantir des services d’avortement accessibles et de qualité. Ipas mène des recherches dans le but de traduire les politiques en pratiques et s'associe également à des organisations locales pour sensibiliser les communautés à la santé et aux droits reproductifs, pour plaider en faveur de l'avortement légal et pour soutenir les défenseurs locaux de la justice reproductive.

## Portée des travaux
Ipas s'efforce d'améliorer l'accès et le droit des femmes à l'avortement sûr et à des services de santé reproductive en quelques axes :
- former les médecins, les infirmières et les sages-femmes[5] aux compétences cliniques et de conseil en matière d’avortement, de soins après avortement et de planification familiale ;
- améliorer la prestation des services de santé pour rendre l’avortement plus sûr et plus accessible pour les femmes[6] et moins coûteux pour le système de santé ;

- étudier l'impact des pratiques à risque et documenter les meilleures pratiques en matière d'avortement[7],[8] ;
- travailler avec des militants et des élus du monde entier pour soutenir les droits reproductifs des femmes et accroître l'accès à des services d'avortement sûrs et légaux ;
- mobiliser les femmes et les hommes dans leurs communautés pour élargir leurs connaissances en matière de santé reproductive et de droits reproductifs[9] ;
- améliorer l’accès aux technologies de santé reproductive, notamment la méthode de Karman et la pilule abortive.

Pour soutenir ces tactiques, en collaboration avec d’autres organismes similaires, l’Ipas a publié une déclaration commune sur l’avortement lors du Sommet de Nairobi de la Conférence Internationale pour la Coopération et le Développement (ICPD25) en 2019.

## Domaines d'action
- l’égalité des sexes
- l’avortement dans les situations humanitaires
- les soins personnels en cas d'avortement
- l'éducation sexuelle complète
- la fin de la stigmatisation liée à l’avortement
- la prise en charge des victimes de violences sexuelles[10].